# Sala di consultazione Giuseppe Billanovich
La Sala di consultazione "Giuseppe Billanovich" è una biblioteca dell'Università Cattolica di Milano.
Essa raccoglie i libri più antichi posseduti dall'università in cui sorge, fra cui incunaboli, manoscritti, cinquecentine e una gamma di opere edite dal 1601 al 1850, per un totale di circa 90000 volumi di argomento storico, letterario, filologico, linguistico, critico, artistico. È una delle biblioteche più ricche in Italia tra quelle specializzate nelle discipline umanistiche. 
Il nome è dovuto al professore che la ideò, Giuseppe Billanovich, docente di Filologia alla Cattolica.
Le opere sono raccolte non in ordine alfabetico come nella maggior parte delle biblioteche, ma semantico, come di prassi nelle biblioteche dell'Umanesimo.
La sala offre circa duecento posti a sedere per docenti e studenti con il desiderio di consultare questi preziosi strumenti del sapere.